# 富山県立中央農業高等学校
富山県立中央農業高等学校（とやまけんりつ ちゅうおうのうぎょうこうとうがっこう、英: Toyama Prefectural Chuo Agricultural High School）は、富山県富山市東福沢にある公立の農業高等学校。通称は「中農（ちゅうのう）」。

## 設置学科
- 生物生産科（2年次から下記の2コースに分かれる）
  - 作物科学コース
  - 動物科学コース
- 園芸デザイン科（2年次から下記の2コースに分かれる）
  - 園芸福祉コース
  - 環境緑化コース
- バイオ技術科（2年次から下記の2コースに分かれる）
  - 生物工学コース
  - 食品加工コース
- 農業特別専攻科（高校課程卒業後2年間）
  - 担い手育成コース
  - 庭園コース

## 各学科活動内容
- 「米ぬか除草剤研究」
環境適応型農業の研究のため、米ぬかによる除草効果の試験を1998年（平成10年）から予備試験始開始、2000年（平成12年）にタイワ精機との共同開発で米ぬかのペレット化に成功、2003年（平成15年）に米ぬか錠剤化特許を取得、2004年（平成16年）よりタイ王国のカセサート大学との共同研究（タイ国内での米ぬかによる除草効果の試験）。
- 「棚田を守り隊」
毎年夏（7月～8月）に棚田のあぜ除草を希望者（今は生物生産科）で行っている、「棚田を守り隊」という活動がある。棚田のあぜは急な斜面になっているため、高齢化する農業者では行えず、除草を行わないと害虫が発生しやすく、品質低下につながる、このため不便な棚田を放棄する農家が増えたため、2001年（平成13年）から農家への協力と地域環境の保全、棚田の景観保護を目的として、「棚田を守り隊」が発足した。除草は自動刈払機で行う。
- その他活動
2006年（平成18年）からトラクター及び校内バスに校内で使われた食用油で作ったBDF燃料の使用開始。

## 沿革
かつてこの地は、昭和初期頃まで土地はやせ、薪炭材しか育たない山地であった。1930年頃より開拓が始まり、現在に至る。
- 1958年（昭和33年）
  - 4月1日 - 富山県立富山通信産業高等学校（定時制農業課程）を富山市太郎丸285番地に設置。
  - 4月10日 - 富山市太郎丸農業試験場内で、開校式ならびに第1回入学式を挙行。
- 1959年（昭和34年）
  - 4月1日 - 富山県立富山通信産業高等学校別科（修業年限1年）を上新川郡大山町東福沢2番地（富山県経営伝習農場内）に設置。
  - 4月3日 - 富山県営伝習農場が県農林部より県教育委員会に移管。
  - 4月6日 - 別科開校式ならびに第1回入学式を挙行。
- 1960年（昭和35年）4月1日 - 別科修業年限1年を2年に延長。
- 1961年（昭和36年）4月1日 - 校名を富山県立富山産業高等学校と改称。
- 1962年（昭和37年）
  - 4月1日 - 別科を廃止し、農業経営科（福沢教場）を設置。
  - 7月7日 - 第11回読売教育賞受賞。
- 1966年（昭和41年）
  - 4月1日 - 富山県立石動高等学校若林分校を廃止し、富山県立富山産業高等学校小矢部教場（農業科および生活科）を設置。
  - 8月25日 - PTA活動に対し、文部大臣賞受賞。
- 1968年（昭和43年）4月1日 - 小矢部教場が小矢部産業高等学校と校名を変更。
- 1969年（昭和44年）
  - 4月1日 - 自営者養成農業高校の指定を受け、全日制に転換し県立中央農業高等学校と校名を変更[2]。、同時に定時制農業科および農業経営科の募集を停止し、新たに農業科、園芸科、畜産科、生活科を設置。
  - 5月29日 - 第20回全国植樹祭に際し、昭和天皇、香淳皇后本校に行幸啓。[3]。
- 1972年（昭和47年）
  - 4月1日 - 専攻科を設置。
  - 11月10日 - 校舎完工式典挙行。
- 1973年（昭和48年）10月25日 - 第24回日本学校農業クラブ全国大会家畜審査競技会を本校で開催。
- 1975年（昭和50年）5月31日 - 昭和50・51年度文部省教育課程研究校に指定。
- 1981年（昭和56年）4月1日 - 専攻科教場、富山市太郎丸より本校に移転。
- 1985年（昭和60年）4月 - 昭和60・61年度文部省教育課程研究校に指定。
- 1987年（昭和62年）3月18日 - 生物工学実験棟完成。
- 1988年（昭和63年）10月9日 - 門柱建立。
- 1990年（平成2年）3月30日 - 寄宿舎管理棟完成。
- 1991年（平成3年）4月6日 - 大山町立上滝中学校（現・富山市立上滝中学校）と共に、コンポジット高等学校と姉妹校締結[4]。
- 1993年（平成5年）4月1日 - 農業科、園芸科、畜産科、生活科の4学科くくり募集。
- 1994年（平成6年）
  - 3月31日 - 特別教室棟（情報処理室、美術室・造園実習室）完成。
  - 4月1日 生活科を生活科学科に科名を変更。
- 1998年（平成10年）10月17日 - ゴルフ練習コース造成。
- 1999年（平成11年）
  - 3月19日 - 木造2階建て50頭収容の新牛舎が完成[5]。
  - 10月20日、21日 - 第50回日本学校農業クラブ全国大会（富山大会）を事務局校として開催。
- 2003年（平成15年）
  - 4月1日 - 学科改編により農業科、園芸科、畜産科、生活科学科の募集を停止し、新たに生物生産科、園芸デザイン科、バイオ技術科を設置専攻科に、担い手育成コースと庭園コースを設置。
  - 11月13日 - 動物科学棟完成。
- 2004年（平成16年）3月 - 動物科学棟完成。
- 2006年（平成18年）4月- 制服モデルチェンジ　男子の制服が学生服からブレザーに変更されるとともに、女子の制服も全面改良される。
- 2007年（平成19年）2月16日 - 寄宿舎全棟リフレッシュ工事完了。
- 2008年（平成20年）11月27日 - 本館3階建て部分耐震工事完了。
- 2009年（平成21年）7月28日 - 体育館耐震工事完了。
- 2010年（平成22年）10月5日 - 地下1階を含む本館4階建て部分耐震工事完了。
- 2014年（平成26年）10月31日 - 農場センター耐震工事完了。
- 2018年（平成30年）10月16日 - 創立60周年記念植樹式。
- 2019年（平成31年）4月11日 - 敷地内にとやま農業未来カレッジ「ICT活用による環境制御型園芸ハウス」設置。
- 2020年（令和2年）3月31日 - 寄宿舎棟新1号棟完成。

## 所在地
〒930-1281　富山県富山市東福沢2番地

## 部活動
- 運動部 - ゴルフ、卓球、野球、サッカー、バスケットボール、バドミントン、陸上・スキー
- 文化部 - 茶道、吹奏楽、書道、美術

## 学内施設
- 寄宿舎「豊心寮」
  - 管理棟1棟、女子棟1棟（1号棟）男子棟3棟（3号棟～5号棟）
- 生物生産科関係施設
  - 水田実習施設 水田4.8ha（1～18号田）、実習教室1棟、ハウス4棟
  - 野菜実習施設 露地圃場50a、ハウス6棟（含 養液栽培ハウス1棟）
  - 畜産関連施設 肉牛舎1棟、堆肥舎1棟、小動物棟1棟、牧野10ha
- 園芸デザイン科関係施設
  - 草花実習施設 温室2棟、ハウス3棟、草花園5a
  - 造園実習ハウス4棟、庭木園30a、造園施工実習室1棟、見本園16a
- バイオ技術科 関係施設
  - バイオ棟（座学教室･準備室･培養室･クリーンルーム）1棟、順化温室1棟、育成ハウス1棟
- 校地面積約36ha

また、創立時より不定期でサクラの植樹が順次行われており、2001年（平成15年）、当時の園芸造園専攻の生徒が当校を桜の名所とし地域の人々の憩いやふれあいの場とすることを目的とした『サクラ1000本計画』を立ち上げ、毎年新たに植樹を行うとともに管理・調査を続けている。現在では、サクラを授業に取り入れる学科（コース）も増え、生徒はサクラから樹木に関する知識や造園技術を学んでいる。

## 寮生活
全生徒の約8割が寮生活を送っている。

## 校歌
作詞：大島文雄、作曲：黒坂富治

## 姉妹校
- カムローズ・コンポジット高等学校（カナダ）